# Anii 2030
Anii 2030 reprezintă un deceniu care va începe la 1 ianuarie 2030 și se va încheia la 31 decembrie 2039.

## Predicții

Misiune NASA cu echipaj uman pe planeta Marte - concept artistic

- Începând cu decembrie 2009, Biroul de recensământ al Statelor Unite proiectează o populație mondială de 8,4 miliarde până la 2030. [1]
- Demoograful francez, Emmanuel Todd, prezice nivelul de alfabetizare în rândul populației mondiale va ajunge la aproape 100% în 2030. [2]
- 19 ianuarie 2038 - Ceasurile de calculator pe 32 de biți vor suferi erori și vor reprezenta data de 13 decembrie 1901.
- NASA intenționează să efectueze o misiune cu echipaj uman pe Marte între 2031 și 2035. [3]
- Aubrey de Gray prevede că există o „șansă de 50/50” de extinderea semnificativă a vieții umane  până în jurul anului 2036. [4]
- 13 aprilie 2036: Asteroidul aPOPHOS 2004 MN4 se va apropia de Terra.

## Aniversări
- 4 octombrie 2030 - 200 de ani de la proclamarea independenței Belgiei.
- 15 ianuarie 2031 - 30 de ani de la crearea enciclopediei Wikipedia.
- 1 septembrie 2039 - 100 de ani de la izbucnirea celui de-Al Doilea Război Mondial în Europa.